# 赤坂二・六丁目地区開発計画
赤坂二・六丁目地区開発計画（あかさかに・ろくちょうめちくかいはつけいかく）は、2025年現在、東京都港区赤坂で進められている再開発計画である。従来の国際新赤坂ビルを取り壊し、その跡地に地上41階建の東棟と地上19階建の西棟の2棟の高層ビルを建設する再開発計画である。都市再生特別地区と認定され、デベロッパーは三菱地所とTBSホールディングスである。施行者は東棟が鹿島、西棟が大林組。

## 概要
東京放送ホールディングス（現・TBSホールディングス）は、「グループ中期経営計画2020」に「赤坂エンタテインメント・シティ構想」を計画し、三菱地所と共同事業協定を締結した。協定内容は、国際新赤坂ビルの敷地を再開発し、オフィスビル、ホール、劇場、ホテルなどを含めた総合施設を建設することである。計画は二棟の高層ビルを含め、東棟は41階建のオフィスを主体とした高層ビル、西棟は19階建のホテル・エンターテインメント施設を主体とした超高層ビルである。いずれも東京メトロ千代田線赤坂駅に直結する。
2021年（令和3年）11月15日にこの都市計画が告示された。
2023年1月4日にTBSホールディングス社長の佐々木卓が新年挨拶の中で、その再開発の完成イメージが披露された。それによれば、東棟の建物のラインは「あでやかな和服の袖模様」をイメージしており、その東棟の地下1階の「駅まち」内には、テレビ・ラジオなどが活用できるオープンスタジオが設けられると共に、インキュベーション施設も構える。また、西棟の1階には、赤坂ACTシアターよりも座席数を増やした新しいホールが設けられることになり、プロジェクションができる壁も備える。
2024年2月9日に、民間都市再生事業計画として、認定を受け、2024年3月13日に、起工式を行い、この開発の新築工事に着手した。